# 100 Limite
100 Limite (parfois écrit 100 LiMiTE) est une émission de télévision humoristique québécoise, diffusée du 5 septembre 1988 au 19 avril 1992 à Télévision Quatre-Saisons, couvrant l'actualité de la semaine à l'aide de sketches et faux reportages, suivis d'une partie talk-show avec un artiste invité.

## Production

### Débuts
100 Limite fait ses débuts dans un format quasi quotidien ; trois émissions de 30 minutes les lundis, mardis et mercredis à 22 h 30, ainsi qu'une de 60 minutes le vendredi à 22 h. L'animation en est assurée par Richard Z. Sirois, JiCi Lauzon, Pierre Brassard et Dany Laferrière. Chaque émission, après un avertissement bidon suivi du générique d'ouverture, s'ouvre sur un faux bulletin : « NATM : les nouvelles après tout le monde », où sont présentés les différents topos de la journée. Puis vient la portion variétés, avec entrevues et prestations.
À partir du 31 octobre, l'émission devient quotidienne, et est déplacée vers la case-horaire de 17 h, pour mieux rejoindre son jeune public et relever des cotes d'écoute catastrophiques. Par la suite, un spécial d'une heure est présenté à minuit le 1er janvier 1989 « NATM : Noël Après Tout le Monde ».

### Les Bleu Poudre
La saison suivante, la formule est révisée ; exit les prestations d'artistes invités. L'émission devient une hebdomadaire de 60 minutes, ce qui permet à l'équipe de mieux pouvoir en fignoler le contenu, et trouve place le vendredi soir à 19 h, faisant compétition avec Rock et Belles Oreilles. Plusieurs personnes se joignent au trio d'origine (Dany Laferrière ne faisant plus partie du groupe), dont Anthony Kavanagh et Chantal Lamarre. Éventuellement, l'équipe se cristallise autour de sept membres : Pierre-« e » Brassard, Jacques Chevalier « Longueuil », Ghislain « Boulevard » Taschereau, Richard Z. Sirois, Yvon Landry (« Jacques Saint-Jacques »), JiCi Lauzon (« Jean-Claude Peinard »), André Robitaille (« Michel Boudichon ») et des apparitions sporadiques de Roger Moquin (« une grenadedede ! »). C'est la naissance des Bleu Poudre, ainsi nommés d'après la couleur de leur habit.
Les Bleu Poudre tiennent la barre de l'émission pendant deux ans, offrant deux revues de l'année les 31 décembre 1989 et 1990, à 22 h. Ayant le champ libre après le départ des ondes de RBO, l'émission se taille une part appréciable de l'auditoire. Le dernier épisode est diffusé le 17 mai 1991.

### Débâcle
En 1991, à la suite de compressions budgétaires, TQS remplace les Bleu Poudre par une nouvelle équipe, vêtue cette fois de vestons de couleur jaune. Le concept reste identique, mais sans les personnages qui ont marqué les trois premières années. Il semblerait que TQS avait offert à Pierre Brassard de demeurer dans son poste d'« anchorman » du faux bulletin télévisé, entouré de nouveaux intervenants, mais Brassard, par solidarité, refuse catégoriquement. La version « Jaune banane » débute le 8 septembre 1991 et est mal reçue autant de la part du public que de la critique,, entraînant sa mort à la fin de la saison. Seul membre des Bleu poudre qui aurait pris leur défense, c'est Yvon Landry (Jacques St-Jacques)
L'équipe des Bleu Poudre se retrouve à l'automne 1992 dans Taquinons la planète à Radio-Canada, jusqu'en août 1994. Une émission spéciale du 31 décembre 1994, Taquinons 94, est diffusée à TQS.
En 1993, un an après la fin de 100 Limite, les ex-« Jaune banane » Denis Blaquière et Claude Paré reprennent leur personnage respectif d'agent Brouillard et Pépin avec SQreté 5-0, une parodie de série policière absurde dont le premier épisode, L'emballeur de Boston, met en scène « un maniaque au cerveau tordu par le pâté chinois qui attaque des femmes pour les emballer dans du papier cadeau ».  L'accueil est encore plus glacial, et l'émission ne dure que quinze épisodes.

### Mea Culpa
En 1997, TQS présente 100 Limite - Mea Culpa, quatre émissions d'une heure offrant une compilation des meilleurs moments de 100 Limite, version Bleu Poudre. Il est maintenant disponible sous format DVD, avec le titre 100 Limite.

## Membres et rôles

### 1988–1991
- Pierre Brassard (Raymond Beaudoin, Charles Lamberlain, Gaston, Colette)
- Jacques Chevalier (Jacques Chevalier Longueuil)
- Anthony Kavanagh
- Dany Laferrière
- Chantal Lamarre
- Yvon Landry (Jacques Saint-Jacques)
- JiCi Lauzon (Jean-Claude Peinard)
- André Robitaille (Michel Boudichon, Fernand McCalotte)
- Roger Moquin (Monsieur « Une grenadedede »)
- Richard Z. Sirois
- Ghislain Taschereau (Bob Binette)
- Christiane Labelle (Kiki Hétu)
- Claire Jacques (Collaboratrice de Chantal Lamarre)
- Martine Francke
- Sylvain-Claude Fillion (Saison 1, il a fait quelque apparitions)

### 1991–1992
- Jean-Pierre Depatie[4] (3 épisodes)
- André Umbriaco
- Daniel Thibault
- Benoît Rousseau
- Denis Blaquière (Agent Gustave Brouillard)
- Claude Paré (Agent Patrick Pépin, Henri-Paul Frappier)
- Mario Jean
- Guy Nantel
- François Massicotte
- Annie-Claire Fournier (Annie-Solange Caligula)